# Émilien Tchan Bi Chan
Émilien Aurel Tchan Bi Chan est un athlète ivoirien, spécialiste des épreuves de sprint, né le 28 mai 1996. 

## Biographie
Il débute l'athlétisme à l'Olympic de Marcory. Il est ensuite passé par le centre d'athlétisme Murielle Ahouré de Yamoussoukro.
En 2016, il devient vice-champion d'Afrique sur le relais 4 x 100 m.
En 2017, il obtient une médaille de bronze aux Jeux de la solidarité islamique de Bakou, sur 4 x 100m, puis il remporte le relais 4 x 100 des Jeux de la Francophonie. La même année, il obtient une bourse pour étudier le management à l'Université LeMoyne-Owen de Memphis.

## Palmarès
| Date | Compétition                     | Lieu    | Résultat | Épreuve   | Temps   |
| ---- | ------------------------------- | ------- | -------- | --------- | ------- |
| 2016 | Championnats d'Afrique          | Durban  | 2e       | 4 × 100 m | 38 s 98 |
| 2017 | Jeux de la solidarité islamique | Bakou   | 3e       | 4 × 100 m | 39 s 82 |
| 2017 | Jeux de la Francophonie         | Abidjan | 5e       | 100 m     | 10 s 53 |
| 2017 | Jeux de la Francophonie         | Abidjan | 1er      | 4 × 100 m | 39 s 39 |

## Records
| Épreuve | Temps   | Lieu      | Date         |
| ------- | ------- | --------- | ------------ |
| 100 m   | 10 s 27 | Wichita   | 2 avril 2022 |
| 200 m   | 20 s 79 | Levelland | 12 mai 2021  |